# Nee is nee
Nee is nee is een single van de Nederlandse zangeressen Bente en Maan uit 2021. Het stond in hetzelfde jaar als derde track op de ep Als je gaat van Bente en in 2022 als elfde track op het album Leven van Maan.

## Achtergrond
Nee is nee is geschreven door Bente Fokkens, Lennard Vink, Okke Punt, Tom Meijer, Vincent van den Ende en Maan de Steenwinkel en geproduceerd door Okke Punt, Tom Meijer en Avedon. Het is een nederpoplied dat een protestlied tegen seksuele intimidatie is. Nadat de artiesten in de studio aan het praten waren over grensoverschrijdend gedrag, merkten dat ze hier beide veel mee te maken hadden en vergelijkbare ervaringen hadden. Daarom besloten ze om hierover een nummer te schrijven. Hiermee wilden de artiesten het onderwerp over dat meiden op straat en in het uitgaan dikwijls ongewenst behandeld worden aansnijden. Maan vertelde dat ze hoopte dat door het lied meiden geïnspireerd werden om hun grenzen aan te geven. Daarnaast was het lied ook gemaakt om mensen bewust te maken over grensoverschrijdend gedrag an sich.
Het is de eerste keer dat de twee zangeressen samenwerken. Voor Bente is het daarnaast haar eerste single die de Nederlandse hitlijsten bereikte. De B-kant van de single is een instrumentale versie van het lied. De single heeft in Nederland de gouden status.

## Hitnoteringen
De artiesten hadden bescheiden succes in Nederland. In de Single Top 100 kwam het tot de achttiende plaats en was het twaalf weken te vinden. Er was geen notering in de Top 40, maar het kwam tot de tweede plaats van de Tipparade.